# Orthotomus ruficeps
El sastrecillo ceniciento (Orthotomus ruficeps) es una especie de ave paseriforme de la familia Cisticolidae propia del sureste asiático.

## Distribución y hábitat
Se extiende desde el mar de Andamán y la península malaya hasta Sumatra, Borneo y Java; distribuido por Birmania, Brunéi, Indonesia, Malasia, Singapur y Tailandia.
Su hábitat natural son los bosques húmedos tropicales de tierras bajas y los bosques de manglares tropicales.